# (10799) Yucatán
(10799) Yucatán (1992 OY2) – planetoida z grupy pasa głównego asteroid okrążająca Słońce w ciągu 3,86 lat w średniej odległości 2,46 j.a. Odkryta 26 lipca 1992 roku.